# Saint-Mars-d'Outillé
Saint-Mars-d'Outillé é uma comuna francesa na região administrativa do País do Loire, no departamento de Sarthe. Estende-se por uma área de 38.04 km². Em 2010 a comuna tinha 2 464 habitantes (densidade: 64,8 hab./km²).